# سفارة روسيا البيضاء في المملكة المتحدة
سفارة روسيا البيضاء في المملكة المتحدة هي أرفع تمثيل دبلوماسي لدولة روسيا البيضاء لدى المملكة المتحدة. تقع السفارة في لندن وهي تهدف لتعزيز المصالح البيلاروسية في المملكة المتحدة.

## وصلات خارجية
- قائمة سفارات روسيا البيضاء
- قائمة السفارات في المملكة المتحدة